# دوغ ماكنزي
دوغ ماكنزي (بالإنجليزية: Doug McKenzie)‏ هو منتج تلفزيوني بريطاني، ولد في 19 يونيو 1980 في إستيرلينغ في المملكة المتحدة.

## وصلات خارجية
- دوغ ماكنزي على موقع IMDb (الإنجليزية)